# Farol do Lobito
O Farol do Lobito, é um farol angolano localizado no cimo das escarpas no lado este da entrada do porto e baía de Lobito, em frente à ponta da restinga, a norte da cidade de mesmo nome, província de Benguela.
Torre cilíndrica em alvenaria, com galeria e lanterna, junto duma pequena casa de faroleiros. Farol pintado de branco com uma larga barra vermelha.
Conforme se pode ver nas fotografias, a lanterna parece estar, pelo menos desde 1999, no cimo de um poste branco com estreitas faixas vermelhas, a pouca distância do farol primitivo, alimentada a energia solar.
O porto do Lobito é o término do famoso Caminho de Ferro de Benguela, que serve as minas da Zâmbia e o sudoeste da República Democrática do Congo.

## Cronologia
- 1915 - construção

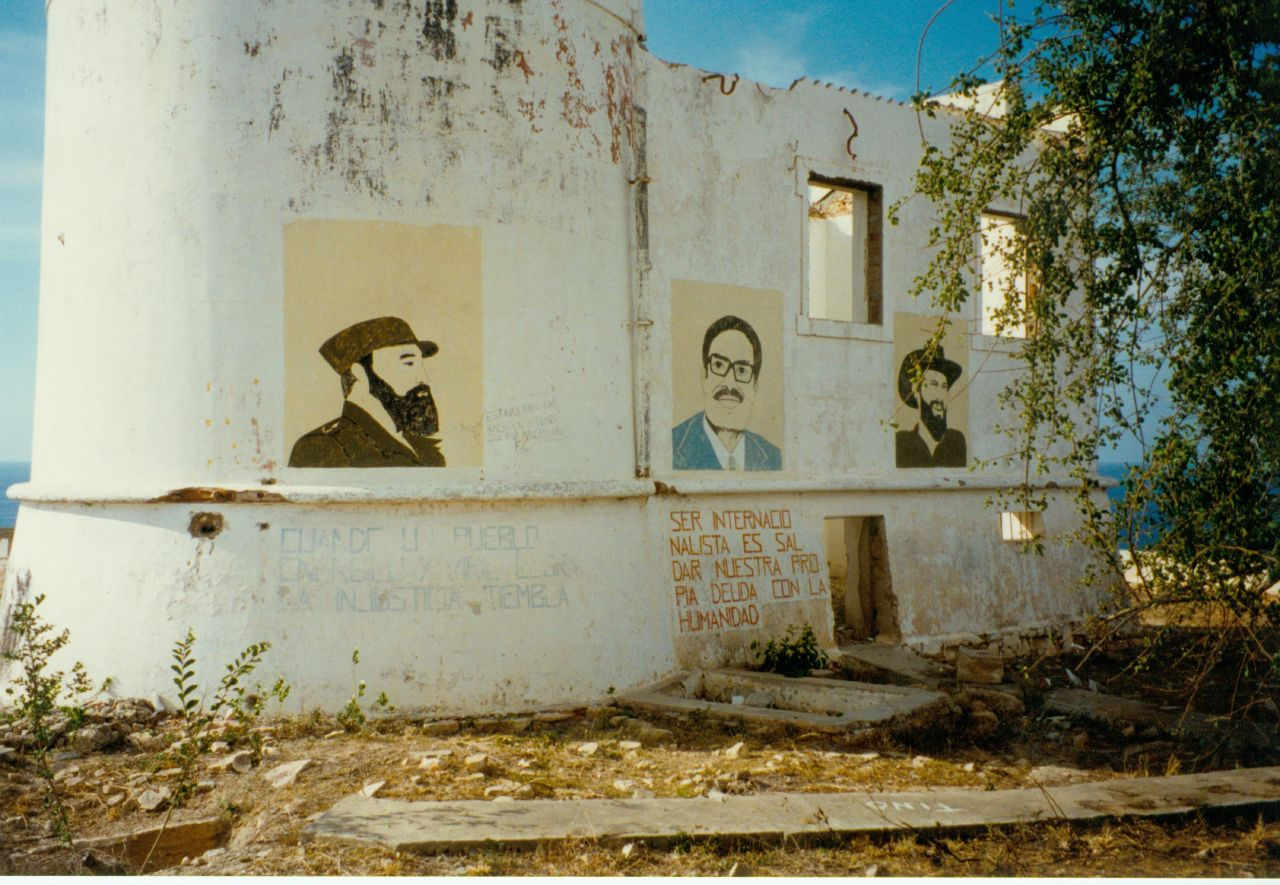
Em 1995 durante a guerra civil

- 1995 - o farol encontrava-se muito danificado, devido ao período da guerra civil
- 1999 - o farol já não possui lanterna, estando a luz num poste a pouca distancia do farol primitivo
- 2004/2007 - lindamente restaurado[1]
- 2007 - farol concessionado, o que garante a sua conservação, sendo usado como casa de fim de semana.[2]

## Características
Características da luz (fl. 3s, ec. 1s, fl..3s, ec. 7.2s).

## Informações
- Operacional: Ajuda activa à navegação
- Acesso: Em 4x4 a cerca de 14 Km do centro de Lobito
- Aberto ao público: local aberto, torre fechada sem uso externo
- Nº Internacional: D-5280;
- Nº NGA: 25640[3]
- Nº ARLHS: ANO-008[4]